# 卡缅斯基 (萨拉托夫州)
卡缅斯基（羅馬化：Kamenskiy）是俄罗斯萨拉托夫州的市级镇，为该州红军城区第二大聚居地。地处萨拉托夫州西南部，位于顿河流域一小河列斯诺伊卡拉梅什河（Лесной Карамыш）河畔，在区行政中心红军城及州府萨拉托夫西南方。镇西北侧设有铁路车站苏沃洛夫斯基站。
该地2022年人口有2,685人；2010年人口2,867；2002年人口3,644；1989年人口2,308。